# Luci Juli Rufus
Luci Juli Rufus (llatí: Lucius Iulius Rufus) va ser un magistrat romà del segle i.
Va ser nomenat cònsol el 67 amb Luci Fonteu Capitó. Va morir d'un tumor, segons que explica Plini el Vell.